# Bernd Leber
Bernd Leber (geboren 1944) ist ein deutscher Sozialpädagoge und Soziologe.

## Leben
Leber schloss 1967 ein Studium der Sozialpädagogik in München und 1977 ein Studium der Soziologie in Berlin jeweils mit Diplom ab.
Von 1973 bis 1980 war er als Fachberater für Asylbewerber und Migranten tätig, danach bis 1984 Programme Officer bei der UNHCR in Kenia und Ostafrika. Von 1984 bis 1986 war er Professor für Sozialpädagogik mit Arbeitsschwerpunkt interkulturelle Sozialarbeit, Migration und Asyl in Emden.
1989 bis 1991 war Leber entwicklungspolitischer Berater und Gutachter mit Schwerpunkt Migration und Flucht in Afrika und Asien, 1991 bis 1992 „Chief of Mission“ der Internationalen Organisation für Migration (IOM) für die Organisation von Migrationsbewegungen in und aus dem Irak und der Golfregion nach dem Ersten Irakkrieg. 1993 gründete er das Beratungsbüro proMig Consult, das Beratung und Gutachten zu den Themen Migration, Flucht, conflict/post conflict, Demobilisierung und Reintegration in Afrika, Asien, Nahost und Balkan anbietet.
Leber schreibt als Gastautor bei der Achse des Guten.

## Veröffentlichungen
- Asylbewerber aus Entwicklungsländern in der Bundesrepublik Deutschland, in: Freund, W.S. (Hrsg.): Gastarbeiter – Integration oder Rückkehr?, Neustadt, 1980.
- Reintegration und Weiterwanderung von Asylbewerbern und Flüchtlingen, in: CARITAS 81 – Jahrbuch des Deutschen Caritasverbandes, Karlsruhe, 1981.
- Demobilisierungen am Horn von Afrika – Äthiopien / Sudan, in: Fahrenholt, B. (Ed. ), Die Rolle der Entwicklungszusammenarbeit in gewalttätigen Konflikten, Berlin, 2000.
- Strategy for Disarmament, Demobilisation and Reintegration of Combatants in Sudan, in: Meyer, Wilhelm/Vogt, Marcus Jurij (Hrsg.): CIMIC-FaktorenV: Arenen – DHV Speyer, Based on a field study undertaken on behalf of the UN/IGAD Working Group, Speyer, 2004.